# كاظم أباد (بربرود الغربي)
کاظم أباد (بالفارسية: کاظم‌آباد) هي قرية تقع في إيران في قسم بربرود الغربي الریفي. يقدر عدد سكانها بـ 289 نسمة .